# Chilostoma byshekensis
Chilostoma byshekensis is een slakkensoort uit de familie van de Helicidae. De wetenschappelijke naam van de soort is voor het eerst geldig gepubliceerd in 1941 door Knipper.